# Ključ (Drniš)
Ključ falu Horvátországban Šibenik-Knin megyében. Közigazgatásilag Drnišhez tartozik.

## Fekvése
Knintől légvonalban 25, közúton 36 km-re délnyugatra, községközpontjától 11 km-re nyugatra, Dalmácia közepén, a Krka és a Čikola folyók összefolyásától keletre fekszik.

## Története
A horvátok ősei a 7. században telepedtek meg itt. A középkorban a knini püspökségnek alárendelt miljevci plébánia területéhez tartozott. Földesurai a közeli Ključ várának urai voltak. A török 1522-ben foglalta el Ključ várát. Területe a kandiai háború során 1648-ban szabadult fel a török uralom alól. Ezután híveinek lelki gondozását a visovaci ferences atyák végezték. A hívek előbb a skradini, majd a Šibeniki püspökség igazgatása alá tartoztak. 1797-ben a Velencei Köztársaság megszűnésével a Habsburg Birodalom része lett. 1806-ban Napóleon csapatai foglalták el és 1813-ig francia uralom alatt állt. Napóleon bukása után ismét Habsburg uralom következett, mely az első világháború végéig tartott A falunak 1857-ben 291, 1910-ben 280 lakosa volt. Az első világháború után előbb a Szerb Királyság, majd rövid ideig az Olasz Királyság, ezután a Szerb-Horvát-Szlovén Királyság, majd Jugoszlávia része lett. 1991-ben teljes lakossága horvát nemzetiségű volt. A délszláv háború során a Krajinai Szerb Köztársasághoz csatolták, de mint vitatott terület a Miljevci-fennsíkkal együtt ténylegesen az UNPROFOR nemzetközi erőinek ellenőrzése alatt állt. A településnek. 2011-ben 162 lakosa volt.

## Lakosság
| Lakosság változása | Lakosság változása | Lakosság változása | Lakosság változása | Lakosság változása | Lakosság változása | Lakosság változása | Lakosság változása | Lakosság változása | Lakosság változása | Lakosság változása | Lakosság változása | Lakosság változása | Lakosság változása | Lakosság változása | Lakosság változása |
| ------------------ | ------------------ | ------------------ | ------------------ | ------------------ | ------------------ | ------------------ | ------------------ | ------------------ | ------------------ | ------------------ | ------------------ | ------------------ | ------------------ | ------------------ | ------------------ |
| 1857               | 1869               | 1880               | 1890               | 1900               | 1910               | 1921               | 1931               | 1948               | 1953               | 1961               | 1971               | 1981               | 1991               | 2001               | 2011               |
| 291                | 266                | 299                | 248                | 262                | 280                | 291                | 292                | 336                | 374                | 411                | 370                | 331                | 300                | 186                | 162                |

## Nevezetességei
- Ključ vagy Ključica vára[7] a településtől délre, a Čikola folyó jobb partján található meredek sziklacsúcsra épült. Jól megerősített vár volt, melynek építését stratégiai és politikai szempontok indokolták, hiszen innen az egész vidéket ellenőrzés alatt tarthatták. A vár régészeti kutatása még nem történt meg, azonban az tudható, hogy a Nepilićek építették a 14. század első felében.[8] A középkori vár központi része szabálytalan négyszög alaprajzú, melynek nyugati részén ötszögletű torony és kerítőfal állt. A falakon belül még felismerhetők a háromszögű palota, az őrség szállásának és az északi falra támaszkodó helyiségek maradványai. Alattuk található a ciszterna és a tömlöc. Fennmaradt a zárófal legnagyobb része, valamint a két íves udvari kapu. A vár közvetlen közelében a Čikola felett híd ívelt át, melyen a Nepilićek hídvámot szedtek. Emiatt összeütközésbe kerültek a šibenikiekkel, akik elfoglalták és felgyújtották a várat. A két fél közötti viszály váltakozó szerencsével még hosszú ideig folytatódott, végül 1522-ben a török elfoglalta és csak 1648-ban a kandiai háború során szabadult fel uralma alól. A várat ezután jelentőségét veszítve kőbányaként használták, anyagát a környék építkezéseihez hordták el. Közelében egy történelem előtti vár maradványai is találhatók.[9]
- Szent Miklós tiszteletére szentelt kápolnájának maradványai.